# Nilo Moraes Coelho
Nilo Augusto de Moraes Coelho (Guanambi, 1.º de abril de 1943) é um político e empresário brasileiro. Foi governador da Bahia, deputado federal e quatro vezes prefeito de sua cidade natal, sendo a pessoa que mais vezes ocupou o cargo no município.

## Biografia
Filho do político Gercino Coelho (morto em campanha junto a Lauro Farani Pedreira de Freitas, em 1950), e de Eunice Morais Coelho. Sobrinho do político pernambucano Nilo Coelho, que presidiu o Congresso Nacional, ambos são homônimos políticos.
|  |  |  |  |               |               | Josefa Maria de Souza dos Santos | Josefa Maria de Souza dos Santos | Josefa Maria de Souza dos Santos | Josefa Maria de Souza dos Santos | Josefa Maria de Souza dos Santos | Josefa Maria de Souza dos Santos |                |                |                |                |                |                | Clementino de Souza Coelho | Clementino de Souza Coelho | Clementino de Souza Coelho | Clementino de Souza Coelho | Clementino de Souza Coelho | Clementino de Souza Coelho |                      |                      |
|  |  |  |  |               |               | Josefa Maria de Souza dos Santos | Josefa Maria de Souza dos Santos | Josefa Maria de Souza dos Santos | Josefa Maria de Souza dos Santos | Josefa Maria de Souza dos Santos | Josefa Maria de Souza dos Santos |                |                |                |                |                |                | Clementino de Souza Coelho | Clementino de Souza Coelho | Clementino de Souza Coelho | Clementino de Souza Coelho | Clementino de Souza Coelho | Clementino de Souza Coelho |                      |                      |
|  |  |  |  |               |               |                                  |                                  |                                  |                                  |                                  |                                  |                |                |                |                |                |                |                            |                            |                            |                            |                            |                            |                      |                      |
|  |  |  |  |               |               |                                  |                                  |                                  |                                  |                                  |                                  |                |                |                |                |                |                |                            |                            |                            |                            |                            |                            |                      |                      |
|  |  |  |  | Eunice Morais | Eunice Morais | Eunice Morais                    | Eunice Morais                    | Eunice Morais                    | Eunice Morais                    |                                  |                                  | Gercino Coelho | Gercino Coelho | Gercino Coelho | Gercino Coelho | Gercino Coelho | Gercino Coelho |                            |                            | Nilo de Sousa Coelho       | Nilo de Sousa Coelho       | Nilo de Sousa Coelho       | Nilo de Sousa Coelho       | Nilo de Sousa Coelho | Nilo de Sousa Coelho |
|  |  |  |  | Eunice Morais | Eunice Morais | Eunice Morais                    | Eunice Morais                    | Eunice Morais                    | Eunice Morais                    |                                  |                                  | Gercino Coelho | Gercino Coelho | Gercino Coelho | Gercino Coelho | Gercino Coelho | Gercino Coelho |                            |                            | Nilo de Sousa Coelho       | Nilo de Sousa Coelho       | Nilo de Sousa Coelho       | Nilo de Sousa Coelho       | Nilo de Sousa Coelho | Nilo de Sousa Coelho |
|  |  |  |  |               |               |                                  |                                  |                                  |                                  |                                  |                                  |                |                |                |                |                |                |                            |                            |                            |                            |                            |                            |                      |                      |
|  |  |  |  |               |               |                                  |                                  | Nilo Moraes Coelho               |                                  |                                  |                                  |                |                |                |                |                |                |                            |                            |                            |                            |                            |                            |                      |                      |

Nilo Coelho, como é conhecido na Bahia, é empresário agrícola em sua cidade natal. Na década de 1980, com o incremento da lavoura algodoeira, muitas fortunas fizeram-se em curto período, na região que compreende parte da Serra Geral do Estado.
Desponta para a política baiana, ao ser eleito prefeito de Guanambi em 1982, para um mandato que se estenderia por seis anos. Mas interrompeu-o, em 1986, para concorrer ao cargo de vice-governador na chapa capitaneada por Waldir Pires. Nilo filia-se ao PMDB e deixa a base de sustentação política de Antônio Carlos Magalhães - ACM, líder do chamado "carlismo" que na Bahia congregava diversos partidos.
Vitorioso por grande maioria do eleitorado (quase um milhão e meio de votos de vantagem sobre o candidato carlista, Josaphat Marinho), Waldir Pires toma posse a 15 de março de 1987, nomeando o vice-governador Secretário de Minas e Energia. Nilo ascende ao governo com a renúncia do titular, que deixa o poder almejando a vice-presidência na candidatura de Ulysses Guimarães em 1989, e foi derrotado ficando em sétimo lugar.
Depois de ter exercido o cargo, com o retorno de ACM ao poder, Nilo sofre com acusações de desvios na administração. Foi condenado pela Primeira Turma do Superior Tribunal de Justiça em 1999, no julgamento do Recurso Especial 161084-BA, sendo obrigado a devolver aos cofres públicos o equivalente a quase dois milhões e meio de cruzeiros (moeda anterior ao real) gastos em 1991 para pagar despesas de convidados no Hotel Transamérica, na ilha de Comandatuba (Bahia), durante as festas de fim de ano.
Seguiu-se um período de ostracismo político que coincide com a crise da lavoura algodoeira.
Em 1994 concorre ao governo da Bahia, ficando em quarto lugar. Em 1998 é eleito deputado federal pelo PSDB, cargo que pleiteia novamente em 2002, sendo derrotado. Por este partido elege-se, em 2004, novamente prefeito de Guanambi. Em 2006 desfilia-se do PSDB filiando-se ao PP e volta para as bases do carlismo. Em 2008 é reeleito prefeito de Guanambi com 61,54% dos votos e permanece com o cargo até 2010, quando é substituído por Charles Fernandes.
Posteriormente, volta a se filiar ao PSDB, e em 2010, numa chapa inédita DEM-PSDB na Bahia, renuncia novamente ao mandato de prefeito de Guanambi e candidata-se a vice-governador do estado na candidatura do ex-governador Paulo Souto (DEM), sendo derrotado.
Concorreu ao cargo de prefeito pelo DEM em 2016, quando perdeu em uma das eleições mais acirradas da cidade de Guanambi, obtendo 49,15% dos votos válidos contra 50,85% do candidato eleito Jairo Magalhães (PSB).
Na eleição municipal de 2020, concorreu novamente a prefeito contra Jairo Magalhães (PSD) e foi eleito com 59,07% dos votos. Em novembro de 2023, renunciou à prefeitura e anunciou sua aposentadoria da vida pública, sendo sucedido no cargo por seu vice, Nal Azevedo.

## Família Coelho Rodrigues
Membro da tradicional família Coelho Rodrigues de Paulistana, estado do Piauí, com raízes genealógicas na Freguesia de Paço de Sousa, no Distrito do Porto, em Portugal, visto que era neto de Clementino de Souza Coelho (Coronel Quelê), sendo, portanto, hexaneto de Domiciana Vieira de Carvalho e Valério Coelho Rodrigues.
Seu pentavô paterno, Lourenço Rodrigues Coelho (nasceu em Paulistana, Piauí), foi Membro da Junta Trina de Governos da Capitania do Piauí, no ano de 1797, na qualidade de vereador mais velho do senado da câmara de Oeiras.
O seu hexavô paterno, Valério Coelho Rodrigues, firmou importantes raízes históricas e sociais na Região do Nordeste e gerou uma vasta família com descendência que se projeta na política nacional do Brasil até os dias de hoje.

## Governo da Bahia
Com a renúncia de Waldir Pires, Nilo assume o governo estadual em 15 de maio de 1989, liderando-o até 15 de março de 1991.
Seu curto governo foi marcado por ações no interior do Estado, especialmente onde tinha sua base. Dentre estas, destaca-se a maior ponte do estado, a ponte Gercino Coelho, sobre o rio São Francisco. Para os moradores de Salvador, porém, maior colégio eleitoral da Bahia, a figura do Governador era encarada quase como a de um Prefeito e sua administração foi tida como péssima.
Ao fim dos dois anos à frente do Palácio de Ondina, Antônio Carlos Magalhães retorna ao poder máximo do estado.

## Acusações de corrupção e condenação
Sua biografia coleciona vários tipos de acusações de irregularidades e condenações pela Justiça Federal.
Em 1997, a Procuradoria Especializada no Combate à Corrupção e Improbidade Administrativa do Estado da Bahia cobrou ao ex-governador despesas acerca de uma festa de reveillón na passagem do ano de 1990 a 1991, bem como sua hospedagem no Spa Sete Voltas em Itatiba, interior de São Paulo, em 1990. Em ambas as ocasiões, Nilo Coelho era o então governador do Estado da Bahia e teria usado a quantia às custas do Estado. Somado as duas denúncias, o ex-governador teria de devolver cerca de R$ 400 mil aos cofres públicos do Estado. À época, em 1997, a cobrança da dívida foi vista como algo inédito tanto no estado da Bahia quanto no Brasil.
Em 2015, a Justiça Federal bloqueou cerca de R$ 5 milhões em bens do ex-prefeito, a pedido do Ministério Público Federal (MPF), além de bloquear bens de uma empresa e mais 11 pessoas. Segundo o MPF as decisões teriam por objetivo garantir eventual "ressarcimento aos cofres públicos e pagamento de multas civis" em razão de atos de improbidade administrativa praticados na gestão do ex-prefeito Nilo Coelho em licitações para locação de caminhões, construção de casas populares e reforma de um colégio no município de Guanambi.
Em 2019, a Justiça Federal condenou o ex-prefeito e membros da comissão de licitação, por improbidade administrativa; irregularidade prevista nos art. 10 e 11 da Lei da Improbidade, por forjarem uma licitação para locação de caminhões no ano de 2009. O MPF afirmou ainda que os réus realizaram licitação de fachada, para forjar competição entre falsos participantes, atingindo um valor estimado para a contratação que ultrapassou R$ 4 milhões.
Além de ter os direitos políticos suspensos por cinco anos, a Justiça determinou aos condenados o pagamento de multa de três vezes o valor da última remuneração recebida na gestão de Nilo Coelho à frente de Guanambi e a proibição de contratar, com o Poder Público ou receber benefícios e incentivos fiscais ou creditícios, por cinco anos.
Em 2016 quando surgiram várias denúncias do escândalo da empreiteira Odebrecht e atingiu vários políticos brasileiros, o nome do ex-governador foi citado em um diálogo do deputado Luiz Augusto (PP). No diálogo o deputado afirmava que o ex-governador havia fechado um acordo com aliados acerca da candidatura à prefeitura de Guanambi.